# Мальчівці
Ма́льчівці — село в Україні, у Барській міській громаді Жмеринського району Вінницької області.

## Історія
12 червня 2020 року, відповідно до Розпорядження Кабінету Міністрів України № 707-р «Про визначення адміністративних центрів та затвердження територій територіальних громад Вінницької області», увійшло до складу Барської міської громади.
19 липня 2020 року, в результаті адміністративно-територіальної реформи та ліквідації Барського району, село увійшло до складу Жмеринського району.

## Опис
Територія села знаходиться в східній частині Барської міської громади на відстані 12 км від центру громади м. Бар. Найближчі залізничні станції — Митки і Киянівка за 2 км. Населення — 494 осіб, дворів — 275. День села — 10 листопада.
До складу Мальчовецької сільської ради до 2020 року входило також село Степанки.
Мальчівці — гарне, мальовниче село, у якому є ліс, долина, річка, ставки, де можна порибалити. Гарні краєвиди, якими може милуватися кожна приїжджа людина. Налагоджено і в селі культурний відпочинок. Працює будинок культури, бібліотека. При Будинку культури діє фольклорний колектив жінок, який за співучість в 2003 р. отримав звання народного.
Історія Поділля, у тому числі історія території, на якій розташоване с. Мальчівці, починається з появою первісних людей. Адже про це свідчать знаряддя праці, які знайдено у цій місцевості. Як відомо, першим і найпоширенішим матеріалом для виготовлення знарядь праці був камінь. Ручні рубила використовувалися для обробки дерева, викопування їстівного коріння, полювання на дрібних тварин. Про довготривале перебування первісних людей свідчить те, що знайдено кам'яну сокиру, всередині якої був просвердлений отвір. Але слід зазначити, що, шукаючи їжу, люди часто переходили з місця на місце. І ця територія, на якій розташоване наше село, пустувала. І тільки з початком заселення території нашого краю слов'янськими племенами, територія нашого села почала освоюватися.
На території села проживали слов'янські племена, які називалися уличі. З утворенням Київського князівства ця територія під час князювання Ігоря ввійшла до його складу. З 1199 року ця територія входить до складу Галицько–Волинського князівства. Територія піддалася християнізації, унаслідок якої знищували тисячі невдоволених людей, згодом піддавалася нападам монголо–татар. Потім переходила під владу литовських князів, а ще пізніше під владу Речі Посполитої.
Село розташоване на невеличкому пагорбі, який нахилений на північний схід. За селом з північого боку села протікає річка Грабарка — притока Мурафи, ділячи село на дві частини.
Село знаходиться за 12 кілометрів на південний схід від Бару. Кліматичні умови цілком придатні для заняття землеробством. Ґрунти — в основному чорноземи. Час утворення села невідомий: серед населення збереглась легенда, згідно якої із західної сторони Мальчовець за річкою Мурафою існувало містечко Мальчин, яке було знищене під час «хрещення Русі», татарських і турецьких набігів. Мальчівці входило до складу Барського староства. Жорстоко постраждало Барське староство в 1567 р. від нападу татар, у тому числі і село Мальчівці.
Тодішнє населення села виконували такі повинності, як військова служба, обробка землі. У 1556 році населення було звільнене від виконання різних повинностей, крім військової служби.
У монографії Михайла Грушевського «Барське староство» згадується в I половині XVI ст. прізвище Мальчовських. 1542 року згадується цю землю, що належала Ілляшу Мальчицькому. У 1550 році підстарості Барському Мальчівці були передані у володіння Гослідському. Село складалось із двох поселень: власне Мальчівці і Слобідки Мальчовецької, яка була розташована на північний захід від села. Незабаром Слобідка Мальчовецька була знесена за розпорядженням Вітославського. Населення, яке там проживало, переведено в Мальчівці. А територія, на якій була розташована Слобідка Мальчовецька, була перетворена на поле. Це урочище і сьогодні називається «Слобідкою». Узагалі с. Мальчівці багате на такі назви. Усі жителі села знають, де знаходиться частина села, яка називається «Бобилівка». Цей куточок ніби відокремлений від села. У минулі часи люди були дуже бідними, яких називали «бобилями». Цих жителів відправляли на той куточок, від чого і походить назва «Бобилівка». Також є поле, яке називається «Дехтярня». Ця назва походить від того, що колись на цьому місці виявили дьоготь. Усі знають, де знаходиться Горошківський ліс. Чому ж цей ліс так називають? Це пов'язано з прізвищем людини Горошко. Він очолював загін в боротьбі проти польської шляхти. В одному із боїв він загинув, і його поховали у цьому лісі. Слід місця поховання загубився. А на честь цієї мужньої людини цей ліс назвали Горошківським.
У II половині XIX ст. християн нараховувалось 1190 чоловік, католиків більше 300 чоловік. Населення займалося головним чином землеробством. На місці, де сьогодні розташована молочно-тваринницька ферма, проживав пан. Про події, які відбувалися на початку XX ст. в житті села, відомих фактів немає. Тільки відомо, що з 30-х років XX ст. є вже знову факти історії села.
Одна із найтрагічніших сторінок в історії не тільки села, а й усього українського народу — це голодомор 1932-33 рр. Ці події були пов'язані з утворенням колгоспу. За свідченням жительки нашого села Блащук Аделі стало відомо, що колгосп утворили в 1932 році. Як і в кожному селі, люди поділилися на бідних і так званих «куркулів», як їх прозвали тогочасні радянські керівники. Адже «куркулями» називали дійсно господарів землі, які мали коней, плуги, борони, велику рогату худобу, вівці і до того всього ці люди вміли і бажали працювати на землі. Безумовно, вони мали наслідки своєї праці, за рахунок чого вони і жили. А у 1932 році в усіх, у кого був реманент для обробки землі, коні, худоба, все насильницьким шляхом забиралося. В селі на той час були поширені стодоли. Це були великі будівлі, у яких утримувалося все господарство сім'ї. А коли почали створювати колгоспи, то потрібно було збудувати приміщення для утримання коней, великої рогатої худоби, зберігання реманенту, зерна, то почали у цих людей руйнувати стодоли, забирати будівельний матеріал і там за рахунок чужої праці створювався колгосп. Люди з великою тривогою зустріли створення колгоспу, але проти тодішньої системи керівництва важко було піти супроти. І ось настав час, який ми не повинні забувати. Голод, який був штучно зроблений, який багато забрав, ні в чому невинних жителів.
За свідченням тієї ж жительки представники влади ходили в усі будинки і збирали все, що знаходили із продуктів харчування. Навколо села стояли спеціальні пости, з яких слідкували, щоб селяни не йшли в інші села для того, щоб обміняти щось на продукти харчування. Ніхто не звертав уваги навіть на наявність малолітніх дітей, які були в сім'ях. Люди харчувалися, хто чим міг: гнилою картоплею, з настанням тепла різними бур'янами, грибами, що
викликали гострі хвороби. Давали дітям пити відвар із маковиння, щоб не плакали. І найгірше те, що траплялися випадки людоїдства. Коли батьки, доведені до відчаю, жертвували однією дитиною для того, щоб вигодувати інших.
Із спогадів про голодомор 1932–33 рр. жительки с. Мальчовець Грабовляк Тетяни Федорівни 1921 року народження: "Важке було життя. Сім'я складалася із семи чоловік. Батько працював на залізничній колії у с. Митки. Весна і літо 1932 року були холодні, дощові. Досить такий складний час, а тут ще почали ходити по хатах і забирали всі припаси, які люди мали. Був випадок, коли одна сім'я сховала зерно в стіні свого будинку — і те знайшли. Батько приносив супу з с. Митки, там йому давали такий пайок. Усі діти в сім'ї вижили, тільки батько помер у 1933 р. Для того, щоб вижити їли бур'яни, мололи на жорнах бурякове насіння. А мололи на жорнах так, щоб ніхто не знав. Тому що в кого знаходили жорна — розбивали. Дуже багато людей вмирало. Спеціальна команда, яка збирала померлих, не встигала справлятися з своїми обов'язками. Ходили в с. Токарівку за скойками. Навесні 1933 р. збирали мерзлу картоплю. Були випадки, коли їли дітей. Якщо в сім'ї було багато дітей, то найслабшу дитину різали, варили м'ясо і годували решту дітей. А одна сім'я мала двох дітей, щоб вижити батько і мати вирішили зарізати своїх дітей. Дуже важко працювала мати в полі. Давали 100 грам зерна на один трудовий день, звичайно цього дуже мало, для того щоб прожити. Траплялися випадки, коли жінки ховали колоски, хто куди міг. Дуже важкі покарання чекали тих, у кого їх знаходили. Одну жінку за п'ять знайдених колосків засудили на вісім років. Хто з людей мав корову або пів корови — тим було легше вижити, у кого не було — вимирали цілими сім'ями. Отже, у роки будівництва фабрик і заводів, літаків в Україні відбувалися такі страшні події.
Не менш важким періодом був період репресій. Згідно з розповіддю жительки с. Мальчовець Кухар Марії співробітники НКВС були одягнені в чорний одяг, вночі забирали людей, які уже ніколи не поверталися в рідні домівки. Були репресовані такі жителі села: Ваврушко Микола, Собко Петро, Бондар Петро, Войчишин Янко, Чипирко Стах, Зброжок Панелька, Ваврушко Стах, Ваврушко Королько, Якубчик Микола, Якубчик Павлина, Ступко Варвара, Ступко Ладь, Мазур Григорій Войткович.
У роки 2-ї світової війни в селі в основному перебували румуни. Німці тільки приїздили сюди, щоб поповнити свої запаси продуктами харчування. Великих боїв на території села не було.
Важким випробуванням лягли на плечі українського народу і роки 2-ї світової війни. Із всієї кількості жителів села, які пішли на фронт не повернулося 132. На учасників світової м'ясорубки, які повернулися в рідне село, випала важка ноша — відбудова села.
Після війни відроджувався колгосп ім. Кірова, до складу якого входило два села Мальчівці і Степанки. 1959 році на посаду голови колгоспу обрано Кеслера Абрама Семеновича, який особливо старанно прислуговувався радянській владі, сприяв «стукачеству».
У 1963 році в село подали напругу. У 1965 році прокладено шосейну дорогу.
У 1971 р. у с. Мальчівці побудували нову школу. У 1969-70рр. побудовано Будинок культури, куди перенесли і бібліотеку.
З 1973 по 1978 рр. обрано головою колгоспу ім. Кірова Кухарчука Василя Антоновича.
З 1979 р. головою колгоспу ім. Кірова обрано Платковського Василя Івановича, який проявив себе умілим керівником і організатором. За час його керівництва було побудовано молочно-тваринницький комплекс, який славився високими надоями молока, відгодівлею молодняку на м'ясо. У 1983 р. побудовано дитячий садок «Калинка», який приймає дітей і сьогодні, в 1991 р. — контора. Платковського Василя Івановича за невтомну працю нагороджено медаллю «Заслужений працівник сільського господарства» а також був неодноразово нагороджений орденами. З 2002 р. династію хлібороба продовжив син Платковський Віктор Васильович, який сумлінно працював у сільському господарстві. У 2008 р. за заслуги його визнано «Людиною року Вінниччини» в номінації «молодий керівник». У 2009 р. на 42 році життя, мудрого і шанованого керівника, прекрасну людину, яка зробила великий внесок у розвиток сільського господарства, дбав про добробут людей та села, важка хвороба забрала з життя.
Майстерністю відзначаються сільські вишивальниці: Романішина Людмила, Бондар Галина, Грабовяк Ніна, Гуменюк Любов, Граболуз Тетяна, Балабак Марія. Їхні вишивки красуються на районних виставках, на святі Незалежності України, приходу села.
Діє ЗОШ І-ІІ ступенів. У школі класи просторі, затишні, світлі, є музей, де зібрано старовинні речі наших пращурів. З 1986 року школу очолює Грибенко Тетяна Василівна. Приміщення газифіковано, зроблено якісний ремонт, діє спортзал. Багато уродженців села, які навчалися в школі, стали лікарями, військовими, агрономами, зоотехніками, інженерами, вчителями, займають керівні посади.
Село Мальчівці є адміністративно-територіальним центром Мальчовецької сільської ради. Довгий час головою був Вовкотруб Володмир Іванович з 1959 р. по 1975 р. Свій внесок у розвиток села також зробили голови сільської ради Бурченко Василь Степанович, Грибенко Петро Іванович, Щасливий Михайло Михайлович.
З 1999 р. на посаді сільського голови працює Мамедов Джабір Мамедович. Під його керівництвом газифіковано села Мальчівці, Степанки, зроблено добудову під новий ФАП до Будинку культури, перенесено пошту в Будинок культури, виконано ремонт дитсадка, Будинку культури.
Діє бібліотека. Її завідувачка — Людмила Кривенька.

## Відомі люди
Бездітний Андрій Віталійович (1997—2022) —український військовик, учасник російсько-української війни;
Ваврушко Василь Леонідович (1974—2022) —український військовик, учасник російсько-української війни;

## Пам'ятки
У селі є пам'ятки:
- Пам'ятник 117 воїнам-односельчанам, загиблим на фронтах Великої Вітчизняної війни[5], 1971. Пам'ятка розташована біля Будинку культури;
- Поселення епохи бронзи[6], II тис. до н. е.;
- Поселення трипільської культури та ранньо-скіфського часу[7], III тис. до н. е., VII—VI ст. до н. е.

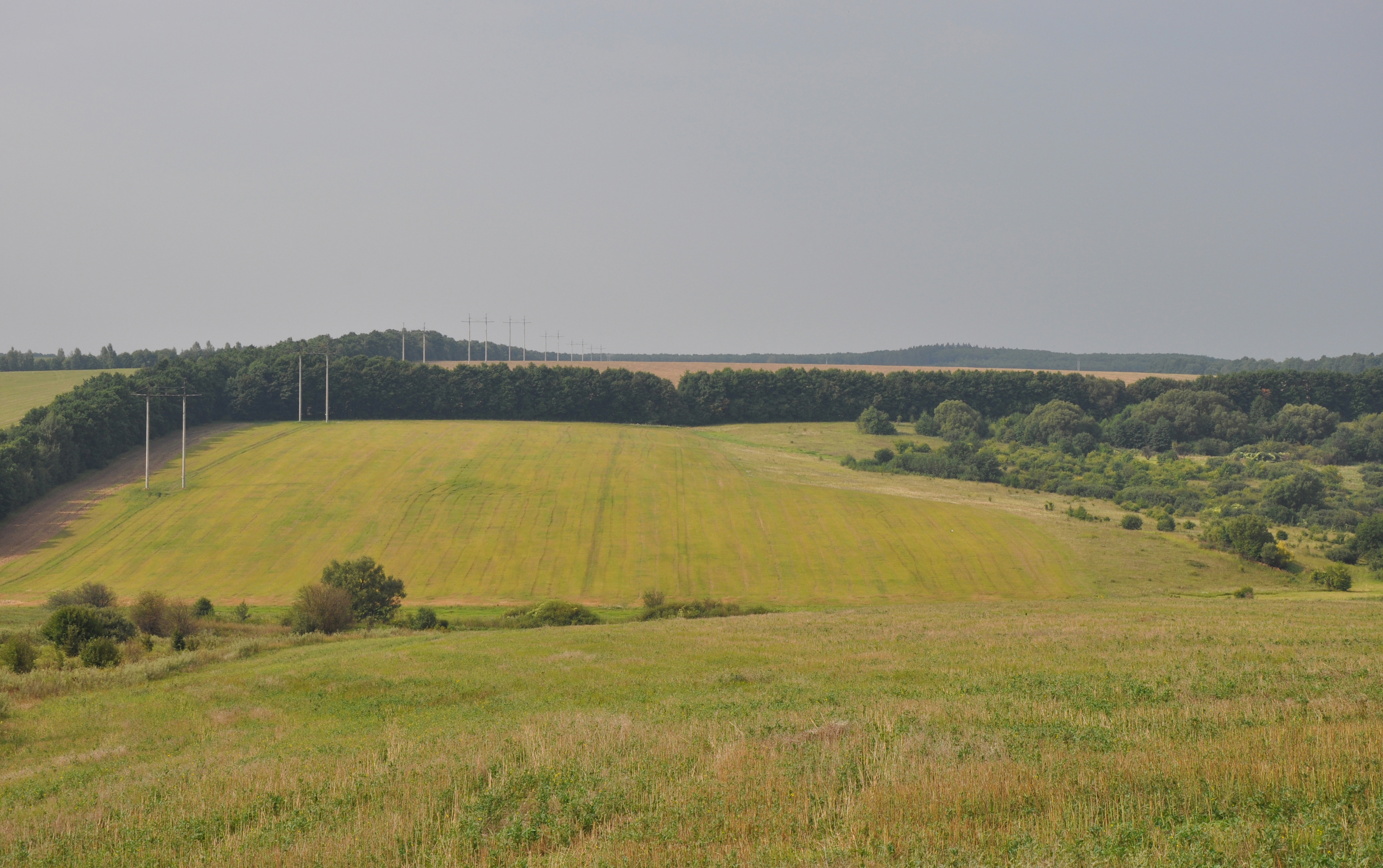
Поселення епохи бронзи
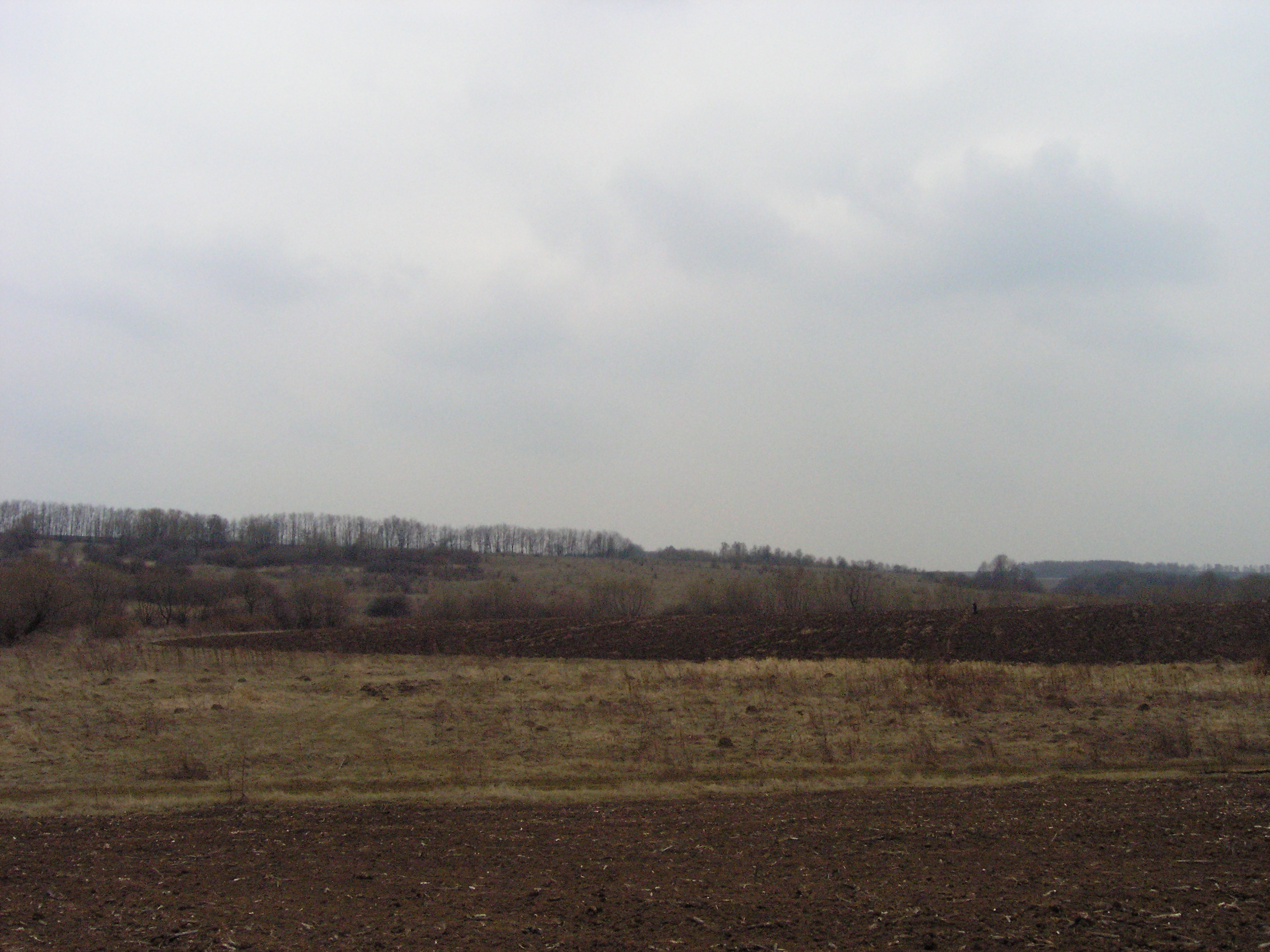
Поселення трипільської культури та ранньо-скіфського часу

## Транспортне сполучення
- дизель-поїзди «Жмеринка — Могилів-Подільський» (зупинка Киянівка). Станція Жмеринка є великою вузловою станцією. Розклад руху складено таким чином, щоб пасажири могли здійснити пересадку в Жмеринці на електрички до Вінниці, Києва, Хмельницького та пасажирські поїзди далеко сполучення у різних напрямках.
- існує автодорога з покриттям до райцентру.